# Wigstan
Wigstan (død ca. 840), også kendt som sankt Wystan, var en angelsaksisk konge over Mercia i 800-tallet. Han var søn af Wigmund af Mercia og Ælfflæd, datter af kong Ceolwulf 1. af Mercia.